# Katsiaryna Paplauskaya
Katsiaryna Paplauskaya (née le 7 mai 1987 à Gomel) est une athlète biélorusse, spécialiste du 100 mètres haies.

## Biographie
Elle remporte la médaille de bronze du 100 m haies à l'occasion des Championnats d'Europe disputés fin juin 2012 à Helsinki, terminant derrière la Turque Nevin Yanıt et l'autre Biélorusse Alina Talay dans le temps de 12 s 97 mais sera finalement reclassée deuxième le 1er juillet 2015 à la suite du dopage de la Turque.

## Palmarès
| Date | Compétition              | Lieu           | Résultat | Temps   |
| ---- | ------------------------ | -------------- | -------- | ------- |
| 2011 | Jeux mondiaux militaires | Rio de Janeiro | 3e       | 13 s 12 |
| 2012 | Championnats d'Europe    | Helsinki       | 2e       | 12 s 97 |
| 2015 | Jeux mondiaux militaires | Mungyeong      | 2e       | 13 s 29 |

## Records
| Épreuve     | Performance | Lieu          | Date                            |
| ----------- | ----------- | ------------- | ------------------------------- |
| 100 m haies | 12 s 88     | Lapinlahti    | 19 juin 2016                    |
| 60 m haies  | 8 s 09      | Mogilev Minsk | 26 janvier 2008 23 janvier 2015 |